# Phyllodromica coniformis
Phyllodromica coniformis es una especie de cucaracha del género Phyllodromica, familia Ectobiidae. Fue descrita científicamente por Bohn en 1993.
Habita en España.